# شاخه مننژیال سرخرگ پس‌سری
شاخه مننژیال سرخرگ پس‌سری یکی از شاخه‌های سرخرگ پس‌سری است که با سیاهرگ گردنی درونی از راه سوراخ ژوگولار و کانال کندیلوئید به جمجمه و سخت‌شامه در حفره کرانیال قدامی وارد می‌شود.